# جینیل خطاب
جینیل خطاب (به لاتین: Jyňňylhatap) یک منطقهٔ مسکونی در ترکمنستان است که در استان لب آب واقع شده‌است. جینیل خطاب ۲۴۲ متر بالاتر از سطح دریا واقع شده‌است.